# Acanthopsoides robertsi
Acanthopsoides robertsi és una espècie de peix de la família dels cobítids i de l'ordre dels cipriniformes.

## Morfologia
- Els mascles poden assolir 5,5 cm de llargària total.[4][5]

## Hàbitat
Viu en zones de clima tropical.

## Distribució geogràfica
Es troba a Indonèsia i Malàisia.